# Helle Hertz
Helle Hertz (* 29. Oktober 1943 in Frederiksberg) ist eine dänische Schauspielerin.

## Leben und Karriere
Helle Hertz war zunächst als Model auf dem Laufsteg und für Fotostrecken in Katalogen aktiv. Nach ihrer Schauspielausbildung war sie an zahlreichen Theatern in Dänemark tätig, so auch am Folketeatret, Odense Teater, Aarhus Teater, Betty-Nansen-Theater und am Königlichen Theater Kopenhagen. Als Schauspielerin vor der Kamera wirkte Helle Hertz von 1962 bis 2016 in über 70 Film- und Fernsehproduktionen mit. 1989 erhielt sie den Henkel-Preis, der 1993 in Lauritzen-Preis umbenannt wurde.
Von 1963 bis 1978 war sie mit dem Schauspieler Christoffer Bro verheiratet. Ihre aus dieser Ehe stammenden Kinder Anders Peter Bro, Nicolas Bro und Laura Bro sind ebenfalls als Schauspieler tätig. Ihre Geschwister Tony Rodian (1931–1995) und Lone Hertz (* 1939) waren ebenfalls als Schauspieler aktiv. Helle Hertz war 16 Jahre mit Henrik Hartmann (* 1952) liiert, dem Direktor des Betty Nansen-Theaters. Helle Hertz wurde im Jahr 1989 mit dem Dannebrogorden ausgezeichnet.

## Filmografie  (Auswahl)
- 1960: Einesteils der Liebe wegen (2. Teil) (Poeten og Lillemor og Lotte)
- 1962: Der brænder en ild
- 1962: Rikki und die Männer (Rikki og mænden)
- 1962: Det tossede paradis
- 1963: Frøken April
- 1964: Selvmordsskolen
- 1965: 2 x 2 im Himmelbett (Halløj i himmelsengen)
- 1966: Ih, du forbarmende
- 1967: Det er ikke appelsiner - det er heste
- 1968: Doktor Glas (Dr. Glas)
- 1969: Helle for Lykke
- 1969: Kys til højre og venstre
- 1970: Rend mig i revolutionen
- 1978: Der Baron (Slægten)
- 1978: Winterkinder (Vinterbørn)
- 1983: Med lille Klas i kufferten
- 1984: Samson & Sally (Samson og Sally, Stimme im Original)
- 1986: Ballerup Boulevard
- 1986: Take it Easy
- 1996: Davids bog
- 2005: Oskar & Josefine
- 2006: Rene hjerter
- 2016: De vildfarne